# Наракортські печери
Національний парк «Печери Наракорт» — національний парк поблизу міста Наракорт у туристичному районі Лаймстоун-Коуст на південному сході Південної Австралії (Австралія). Офіційно він був визнаний у 1994 році за його великі скам'янілості, коли це місце було внесено до списку Світової спадщини разом із Ріверслей. Парк зберігає 6 км² залишкової рослинності із 26 печерами в межах 3.05 км² зона Світової спадщини. Із 28 відомих печер у парку лише чотири відкриті для відвідування. Інші печери тримають подалі від очей громадськості, оскільки вони важливі для наукових досліджень, а також для захисту печер та їхнього вмісту. Багато печер містять вражаючі сталактити та сталагміти.

## Історія

### Європейське відкриття
Печери, які розташовані в межах теперішнього національного парку, вперше трапилися в 1845 році з відкриттям печери Бланш.

### Лісовий заповідник Наракорт
У 1885 році Департамент дерев та лісів призначив наглядача через «популярність печер та їхню вразливість до вандалізму».

### Національний курорт насолоди
У 1916 р. контроль над частиною лісового заповідника, який містив багато печер і який складався приблизно з 20 гектарів (50 акрів) землі, був переданий від Департаменту дерев та лісів до Бюро імміграції, громадськості та туризму, яке керувало ним як національним курортом насолоди відповідно до Закону про національні курорти 1914 р. до 1972 р. Зміна контролю була оголошена 1 березня 1917 р. Розвитку національного курорту насолоди у «важливий регіональний туристичний напрямок значною мірою сприяло відкриття у 1969 р. у печері Вікторія найбільш відомих австралійських плейстоценових викопних решток хребетних у печерах».

### Заповідний парк
27 квітня 1972 року він був перейменований у Парк природоохоронних печер Наракорт після проголошення Закону про національні парки та дику природу 1972 року, який скасував колишній акт разом з іншими статутами, що стосуються охорони природи. У 1982 році заповідний парк був занесений до теперішнього Реєстру національного майна.

### Список Світової спадщини
17 грудня 1994 року частина природоохоронного парку площею 300 гектарів (740 акрів) була «внесена до списку Світової спадщини» разом із викопними об'єктами Ріверслей у Квінсленді як австралійські викопні ссавці (Ріверслей/Наракорт).

### Національний парк
18 січня 2001 р. був скасований природний парк «Печери Наракорт», а зайняті ним землі відновлено як національний парк, оскільки він вважався «національного значення через природні особливості землі» і отримав назву, Національний парк «Печери Наракорт».

### Список національної спадщини
21 травня 2007 року австралійські викопні ссавці були одним із 15 місць Світової спадщини, які були включені до списку національної спадщини Австралії.

### Список державної спадщини
17 травня 2017 року територія національного парку була внесена до списку державної спадщини в Реєстрі спадщини Південної Австралії з назвою «Печерний комплекс Наракорт».

## Привабливість для відвідувачів
Сам по собі парк є місцем для відвідувачів: із кемпінгом та парком для автопричепів, гуртожитками для груп, місцями для пікніків та ліцензованим кафе. Перелік послуг для відвідувачів широкий. Екскурсії печерами проводяться професійними екскурсоводами через гарно прикрашені печери, а деякі екскурсії відвідують дивовижні родовища викопних копалин. Сучасні технології були використані для того, щоб нормально показати відвідувачам недоступний інтер'єр печери кажанів, де щороку розмножуються тисячі південнокрилих кажанів. Інші можливості включають пригодницьку спелеологію, вибір спеціальних турів та спеціальних заходів. Центр скам'янілостей Вонамбі, центр відвідування парку містить експонати скам'янілостей і кісток, знайдених у печерах, та діорами вимерлих тварин.

## Структура
Вапняк цього району утворився з коралів та морських істот 200 мільйонів років тому і знову 20 мільйонів років тому, коли суходіл опинився нижче рівня моря. З тих пір підземні води розчинили та розмили частину вапняку, утворивши печери. Печери, такі як Викопні печери Вікторії та печери Бланш, часто розташовані недалеко від землі, і отвори відкриваються, створюючи пастки для необережних. Це джерело чудової колекції скам'янілостей. Ссавці та інші наземні істоти впали у відкриті печери і не змогли втекти. Викопні дані збереглися у пластах, сформованих з ерозованого верхнього ґрунту, промитого та продутого. Подекуди товщина скам'янілості є до 20 метрів. Деякі з цих областей зберігаються для майбутніх досліджень, коли, можливо, будуть знайдені кращі методи датування та реконструкції скам'янілостей. Ці викопні пастки особливо важливі для відстеження австралійської мегафауни.

## Подальше читання
- Achenbach, Joel (October 2010), Lost Giants, National Geographic, 218 (4): 90—109.
- Naracoorte Caves. ParksWeb: Wonambi Fossil Centre. Government of South Australia. 5 вересня 2006. Архів оригіналу за 1 вересня 2007. Процитовано 22 лютого 2008.